# 平野道彦
平野 道彦（ひらの みちひこ、1998年12月31日 - ）は、日本の子役である。劇団東俳所属。

## テレビドラマ
- ドラマ愛の詩パパ・トールド・ミー（2003年4月 - 6月、NHK） - 浦野正治 役
- おみやさん4（2005年、テレビ朝日） - 芳信(少年時代) 役
- 女刑事みずき〜京都洛西署物語〜（2005年10月、テレビ朝日） - 小学生 役
- ドラマ30デザイナー（2005年10月 - 11月、TBS） - 朱鷺(少年時代) 役
- 連続テレビ小説風のハルカ（2005年10月 - 2006年3月、NHK） - 六角橋よしお 役
- 連続テレビ小説芋たこなんきん（2006年10月 - 2007年3月、NHK） - 子供 役
- ドラマ30暖流（2007年4月 - 6月、TBS） - 子供 役
- 新春ワイド時代劇寧々〜おんな太閤記（2009年1月2日、テレビ東京） - 松寿丸 役
- 連続テレビ小説ウェルかめ（2009年9月 - 2010年3月、NHK） - 子供 役
- 連続テレビ小説カーネーション（2011年10月 - 2012年3月、NHK） - 子供 役
- 藤沢周平 新ドラマシリーズ 冬の日（2015年12月6日、時代劇専門チャンネル）

## ラジオ
- FMシアター豆腐と花束（2007年11月10日、NHKFMラジオ） - 清水健太 役
- 青春アドベンチャーふたつの剣（2009年3月、NHKFMラジオ） - 大野隆(子供時代) 役

## CM
- 大阪ガス
- カンサイペイント
- ユニバーサルスタジオジャパン
- ロート製薬セノビック